# Лапіно-Картуське
Лапіно-Картуське (пол. Łapino Kartuskie, нім. Lappin) — село в Польщі, у гміні Жуково Картузького повіту Поморського воєводства.
Населення — 449 осіб (2011).
У 1975-1998 роках село належало до Гданського воєводства.

## Демографія
Демографічна структура станом на 31 березня 2011 року:
|          | Загалом | Допрацездатний вік | Працездатний вік | Постпрацездатний вік |
| -------- | ------- | ------------------ | ---------------- | -------------------- |
| Чоловіки | 226     | 55                 | 152              | 19                   |
| Жінки    | 223     | 52                 | 138              | 33                   |
| Разом    | 449     | 107                | 290              | 52                   |